# Sultan Kösen
Sultan Kösen (născut 10 decembrie 1982) este un bărbat turc, care deține recordul de cea mai înaltă persoană din lume, recordul fiind recunoscut de Guinness World Records.
Gigantismul i-a fost declașat de către o tumoră la glanda pituitară.
Kösen locuiește cu părinții săi, trei frați și o soră care sunt de înălțime normală. Nu și-a putut finaliza studiile din cauza înălțimii și lucrează cu jumătate de normă ca fermier. În ciuda înălțimii el susține că duce o viață normală și că îi place să se joace cu prietenii pe calculator. El a spus că fiind înalt are avantajul de a vedea la mare distanță și își ajută familia schimbând becul sau la agățatul perdelelor. Ca dezavantaje ar fi faptul că își găsește greu haine sau pantofi, care chiar să îi vină sau îi este foarte greu să încapă într-o mașină de mărime normală.
Când a fost întrebat care sunt planurile sau speranțele sale după ce i-a fost acordat oficial titlul a spus: „Să călătoresc să văd lumea și să am o mașină care să se potrivească cu mărimea mea. Deși visul meu cel mai mare este să mă căsătoresc și să am copii - Caut dragostea."

## Recorduri
Recordul lui Kösen a fost înregistrat la 2.465 m în țara sa de origine de către Guinness World Records la 25 august 2009, depășindu-l pe fostul deținător al recordului Bao Xishun care are o înălțime de 2.36 m. Kösen este de asemenea deținătorul celor mai lungi maini și celor mai lungi talpi, măsurând : 27.5 cm și 36.5 cm respectiv.